# Durio purpureus
Durio purpureus är en malvaväxtart som beskrevs av André Joseph Guillaume Henri Kostermans och Soeg.. Durio purpureus ingår i släktet Durio och familjen malvaväxter. Inga underarter finns listade i Catalogue of Life.